# بالگردگاه شوکیجا
بالگردگاه شوکیجا (به انگلیسی: Xewkija Heliport)  یک فرودگاه همگانی  با کد یاتا GZM است که یک باند فرود بتن / آسفالت دارد و طول باند آن ۱۷۴ متر است. این فرودگاه در  کشور مالت قرار دارد و در ارتفاع ۹۸ متری از سطح دریا واقع شده است.